# Wielgorz
Wielgorz – wieś w Polsce położona w województwie mazowieckim, w powiecie siedleckim, w gminie Mordy. Ma status sołectwa.
W latach 1975–1998 miejscowość administracyjnie należała do województwa siedleckiego.
Wierni Kościoła rzymskokatolickiego należą do parafii Najświętszego Serca Jezusowego w Krzymoszach.
W miejscowości działa założona w 1946 roku jednostka ochotniczej straży pożarnej. Jednostka od 2001 roku jest w strukturach krajowego systemu ratowniczo-gaśniczego. OSP posiada średni samochód ratowniczo-gaśniczny GBA 2,5/25/4,7 Iveco 4x4.

## Historia
Według mediewisty Franciszka Piekosińskiego nazwa wsi jest odimienna i pochodzi o imienia pierwszego właściciela, którym miał być rycerz Wielgor.
Po raz pierwszy nazwa Wielgori odnotowana została w księgach kościelnych w 1471. Następnie pojawia się jako Wielgor w łukowskich księgach podkomorskich z 1509 i odnosi się do dóbr szlachty zagrodowej (Wielgorskich a. Wielgórskich), które do 1529 rozpadły się na trzy osady: Wyelgor, Kowyesse i Baycze. W rejestrach podatkowych z 1531 wszystkie trzy wsie notowane jako część grupy wsi Wielgor: Wielgor-Krzymosze (Vyelgor Krzymosza), Wielgor-Kowiesie (Vyelgor Covyessye) i Wielgor-Bajce (Vyelgor Bayczye). Granicą dóbr Wielgorz na wschodzie była wówczas rzeka Liwiec i oddzielała je od litewskich wówczas dóbr Mordy.
Co najmniej od 1552 zachodnia część dóbr nosi już tylko nazwę Krzymosze (Krzimosze). Wielgor-Bajce (a. Zajce) i Wielgor-Kowiesie notowane są pod tymi nazwami w księgach kościelnych jeszcze w 1721. Potem w źródłach występuje już tylko Wielgorz (a. Wielgórz).
Obecna wieś Wielgorz niewątpliwie leży na terenie dawnej wsi Wielgor-Kowiesie. Natomiast Bajce zostały wchłonięte albo przez obecny Wielgorz albo przez Krzymosze.

## Liczba ludności
- 1787: 152 (147 katolików i 5 żydów)[17]
- 1893: 243 (32 domy)[14]
- 1988: 276 (spis powszechny)
- 2002: 184 (spis powszechny)
- 2009: 207
- 2011: 203 (spis powszechny)